# Ariel VI
Ariel VI est un télescope spatial à rayons X anglo-américain développé conjointement par le Science Research Council et la Nasa.
Ariel VI (nommé initialement UK6) a été lancé le 2 juin 1979 par une fusée Scout depuis la base de lancement de Wallops Flight Facility et est rentré dans l'atmosphère terrestre le 23 septembre 1990.
Ariel VI emportait 2 télescopes à rayons X permettant de détecter des particules dont l'énergie est comprise entre 0.25 et 50 keV et une expérience pour l'étude des rayons cosmiques. Du fait de problèmes techniques (interférences avec les radars terrestres), les résultats scientifiques recueillis par Ariel VI furent beaucoup moins importants que ceux de son prédécesseur Ariel V. 